# Cessetans
Els cessetans o cossetans (llatí: Cessetani, grec antic: Κοσσητανοὶ) foren una tribu ibèrica que habitava a la Tarraconense entorn de la ciutat de Tàrraco. Entre llurs poblacions solament coneixem la mateixa Tarraco, Subur i Kese, aquesta coneguda per l'epigrafia.

## Territori
Els antics foren imprecisos a delimitar llur territori, però la historiografia moderna s'ha encarregat de trobar llurs límits en les fronteres geogràfiques. Així, hom pensa que el territori cessetà es trobava al nord del coll de Balaguer, a llevant de la serra de l'Argentera i les muntanyes de Prades, al sud de les serres de la Llacuna i de Puigfred, i a ponent del massís del Garraf. Limitarien al sud amb els ilergàons, al nord amb els ilergets i els lacetans, i a llevant amb els laietans.
Entre els antics hi ha poques mencions als cessetans. Plini el Vell menciona la regio Cessetania, en la qual situa el riu Subi (d'identificació poc clara, però que no deu ser el Francolí, llavors anomenat Tulcis) i la colonia Tarracon (Scipionum opus 'obra dels Escipions'); també menciona Subur (sovint identificada amb un hipotètic nucli ibèric a Sitges o amb el poblat d'Adarró), però no la compta en el territori cessetà. Estrabó i Pomponi Mela no mencionen els cessetans ni la Cessetània, i cal esperar a Claudi Ptolemeu per tornar-los a trobar, qui els atribueix Tàrraco i, ara sí, Subur.
L'epigrafia ens ha revelat el nom de dues poblacions dels cessetans, gravades en dues sèries de monedes ibèriques. En un cas es tracta de la població de Tàrraco, documentada en la llegenda monetal taŕakonśalir; en l'altre cas es tracta de Kese, documentada en la llegenda monumental del mateix nom. La identitat de Kese ha estat força discutida, i a grans trets les diverses opinions es poden resumir en tres possibilitats: 
1. Kese i Tàrraco eren una mateixa ciutat amb dos noms, fet paral·lel a casos coneguts com ara el d'Arse/Sagunt[4][3]
2. Kese no va ser mai una població, ans feia referència simplement al conjunt de cessetans, sense estar fixa a una localitat (igual que el cas dels ilergets)[3]
3. Kese va ser una població diferent de Tàrraco.[3][6] En aquest darrer cas, els estudiosos han discutit si es pot identificar Kese amb la Cissa/Cissis citada per Polibi i Livi com a escenari de la batalla homònima. Sembla que Cissa era una localitat interior, però no és impossible pensar que se situàs a l'Alt Camp o a la Conca de Barberà. En qualsevol cas, roman a l'aire la identitat de Kese i de Cissa.[6]

Hom ha arribat a dubtar de l'existència dels cessetans com a poble, atès que, tècnicament, solament apareixen mencionats per Ptolemeu; segons aquesta hipòtesi, el testimoni de Ptolemeu seria una deformació tardana i el terme Cessetania (i el gentilici Cessetanus) faria referència al territori entorn de l'antiga Kese. Aleshores, els pobladors de la zona entorn de Tarraco serien segons uns autors ilergets (cal recordar que Plini menciona uns ilergets a la costa), però segons uns altres els pobladors de la zona serien més pròxims als laietans; també es podria tractar dels lartolaiets que cita Estrabó, si efectivament és un compost entre ilergets i laietans.

## Societat
Els cessetans tenien una estratificació social força simple, amb una aristocràcia dominant i una classe treballadora de pagesos, en la qual els excedents agrícoles serien controlats de l'aristocràcia, que faria valer el seu poder per mitjà del poder militar. En una societat així, els mercaders havien d'haver estat forasters, fet que confirma l'epigrafia, atès que les primeres inscripcions en ibèric en territori cessetà són força tardanes, del segle iii aC. Pel que fa al control del territori, s'han trobat força assentaments petits sense defensa, que devien estar associats a diverses maneres d'aprofitament dels recursos però que devien dependre de nuclis més importants.

## Jaciments
Pel que fa als jaciments que es troben a l'antiga Cessetània, els més importants són:
- El Conjunt monumental d'Olèrdola

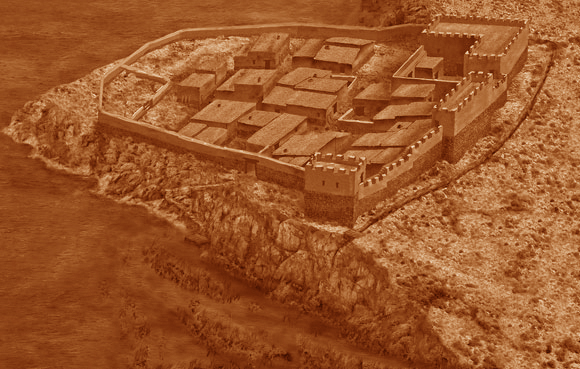
Reconstrucció de la ciutadella ibèrica de Calafell

- La ciutadella de les Toixoneres de Calafell
- El Fondo d'en Roig, al terme de Cunit
- El jaciment de Can Canyís, al terme de Banyeres del Penedès
- El poblat de Darró, a Vilanova i la Geltrú
- El Castell de Vilafortuny, al terme de Cambrils
- El Pla de Santa Bàrbara, dins la vila de Montblanc

És possible que també fossin a la Cessetània les poblacions de Salauris, de vegades identificada amb Salou per la semblança toponímica, Palfuriana i Oleastrum, que s'ha volgut situar al terme de l'Hospitalet de l'Infant tot connectant el nom de l'antiga població amb el nom del riu de Llastres.